# Ароф (река)
Ароф (фр. Aroffe) је река у Француској. Дуга је 50 km. Улива се у Мезу. 